# Берестейський мир (з УНР)

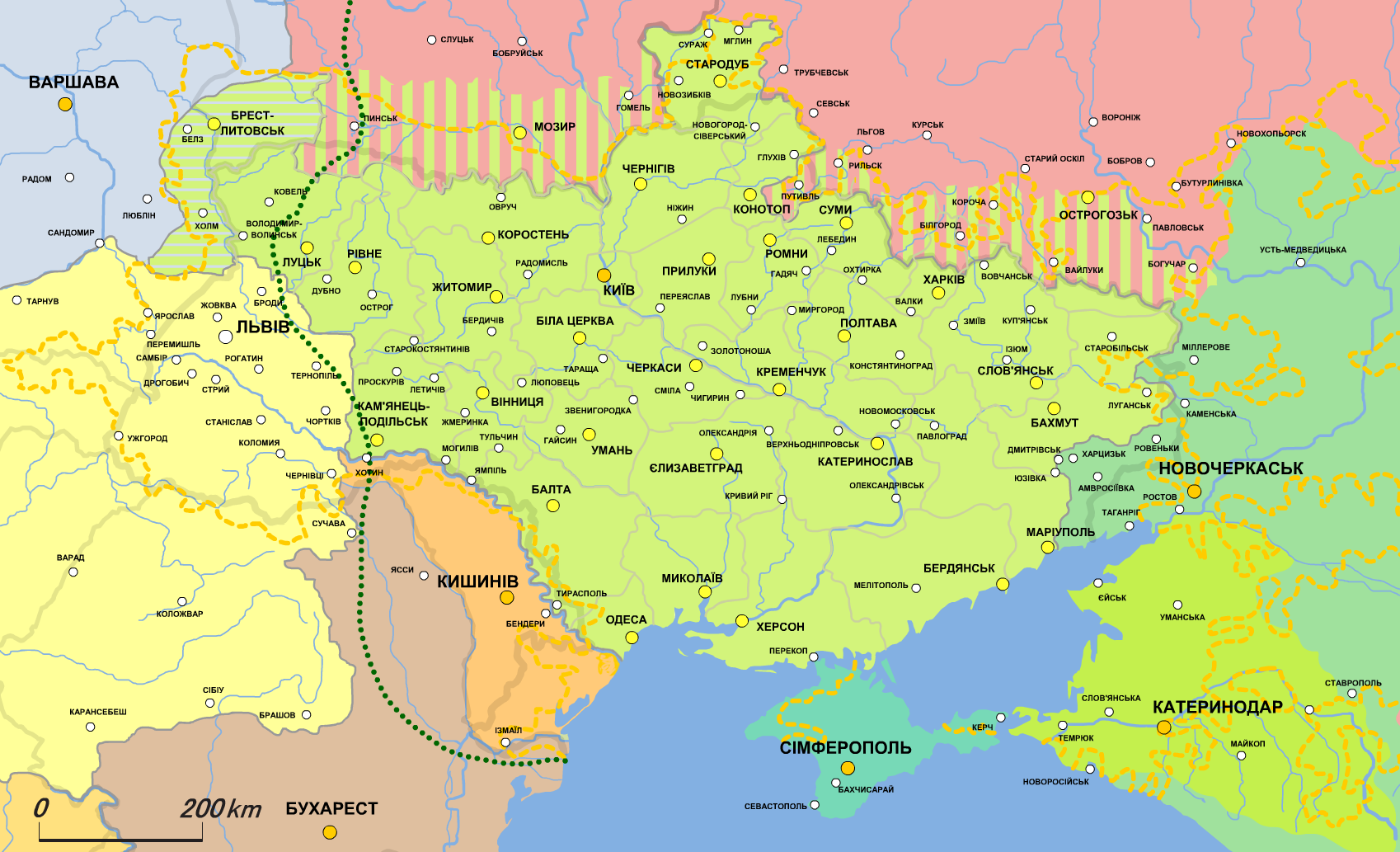
Українська Народна Республіка за договором:
Межі УНР за договором
Спірні території
Межі проживання українців
Межі просування німців восени 1917 року
Підляшшя, передане УНР
Радянська Росія
Донський крайовий уряд
Кубанський крайовий уряд
Кримськотатарський уряд
Австро-Угорська імперія
Польська регентська рада
Королівство Румунія
Молдовська Демократична Республіка
Королівство Сербія

Берестейський мир, також Брест-Лито́вський ми́рний договір, нім. Brotfrieden («Хлібний мир») — мирна угода між Українською Народною Республікою з одного боку та Німецькою імперією, Австро-Угорською імперією, Османською імперією і Болгарським царством з іншого.
Підписаний 27 січня (9 лютого н. ст.) 1918 року в Бересті (Бресті, Бресті-Литовському). Був результатом одного з етапів переговорів у Бресті-Литовському (що продовжувалися від 9 грудня 1917 до 3 березня 1918 року) між представниками Центральних Держав, Російської Федеративної Радянської Республіки та Української Народної Республіки.
Перший мирний договір підписаний за наслідками Першої світової війни 1914–1918 років. Прискорив підписання сепаратного мирного договору більшовицьким урядом Російської Федеративної Радянської Республіки.
Тимчасовий робітничий і селянський уряд Російської Республіки — Рада народних комісарів — на підставі Декрету про мир, схваленого 26 жовтня (8 листопада) 1917 року Другим Всеросійським з'їздом рад, у якому пропонувалося «всім народам, що воюють, та їхнім урядам розпочати негайно переговори про справедливий демократичний мир» … «за участі представників усіх без винятку народностей чи націй, втягнутих у війну чи примушених до участі в ній», звернувся 8 (21) листопада до союзних держав, а 10 (23) листопада — до нейтральних країн з пропозиціями негайного перемир'я та початку мирних переговорів із ворожими країнами.
7 (20) листопада Третім Універсалом Української Центральної Ради, була проголошена Українська Народна Республіка.
На засіданні Малої Ради 21 листопада 1917 року було ухвалено резолюцію: 
| Направити своїх представників на Румунський фронт для участі в переговорах про перемир'я; звернутися від імені УНР до всіх союзних і ворожих держав з пропозицією почати мирні переговори; повідомити Раднарком і уряди інших республік для координованого ведення цієї справи[3]. |
| У грудні 1917 року, коли совєти запропонували всім народам світу послати до Брест-Литовська представників для мирних переговорів, ніхто, крім України, цієї пропозиції не прийняв, а Ленін, що незліченну множину разів говорив про Україну як про поневолену націю в царській Росії — «тюрмі народів», заперечити проти цього не міг[4]. Оригінальний текст (рос.) В декабре 1917 года, когда советы предложили всем народам мира послать в Брест-Литовск представителей для мирных переговоров, никто, кроме Украины, этого предложения не принял, а Ленин, бесчисленное множество раз говоривший об Украине как о порабощенной нации в царской России — «тюрьме народов», возразить против этого не мог. |
Радянська Росія уклала сепаратну угоду про перемир'я 15 (2) грудня.
17 (4) грудня 1917 року Раднарком Радянської Росії у Маніфесті до українського народу формально визнав
| …Народну Українську Республіку, її право повністю відокремитися від Росії або вступити в договір з Російською Республікою про федеративні або їм подібні взаємини між ними. Все, що стосується національних прав і національної незалежності українського народу, визнається нами, Радою Народних Комісарів, відразу ж, без обмежень і безумовно[6]. Оригінальний текст (рос. дореф.) […народную Украинскую Республику, ея право совершенно отдѣлиться от Россіи или вступить въ договоръ с Россійской Республикой о федеративныхъ или тому подобныхъ взаимоотношеніяхъ между ними. Все, что касается національныхъ правъ и національной независимости украинскаго народа, прризнается нами, Совѣтомъ Народныхъ Комиссаровъ, тотчас же, безъ ограниченій и безусловно.] Помилка: {{Lang}}: невпізнаний код мови: ru-dor (допомога) |
Одночасно Раднарком виставив ультиматум Центральній Раді, погрожуючи УНР війною.
24 грудня Генеральний секретаріат Української Центральної Ради звернувся з нотою до учасників воєнних дій та нейтральних держав, якою засвідчив намір стати «на дорогу самостійних міжнародних відносин». У ноті було вказано, що «мир, який хоче заключити Росія зі своїми представниками, може мати силу для Української Народної Республіки тільки тоді, коли його умови прийме й підпише уряд Української Народної Республіки». Український уряд наголошував на необхідності укладення не сепаратного, а загального миру.
27 грудня на ім'я Володимира Винниченка, що очолював Генеральний секретаріат УНР, та генерального секретаря міжнародних справ Олександра Шульгина надійшла телеграма за підписами представників Центральних держав: «Нота Генерального Секретаріату Української Народної Республіки до всіх воюючих і нейтральних держав вважає за безумовно потрібне, щоб представники УНР взяли участь в переговорах в Берестю-Литовським. Німеччина, Австро-Угорщина, Болгарія і Туреччина вважають необхідним зазначити, що вони готові привітати участь представників УНР в мирних переговорах в Берестю-Литовським».

## Становище України та причини підписання договору
- загроза для України з боку більшовиків
- спроба УЦР порозумітися з Антантою

## Умови договору
- УНР виходила з Першої світової війни.
- УНР було визнано незалежною, рівноправною державою.
- Холмщина та Підляшшя входили до складу України.
- Німецька та Австро-Угорська імперії зобов'язувались допомогти УЦР звільнити територію УНР від більшовиків.
- УНР зобов'язалась постачати в Німецьку та Австро-Угорську імперії їжу, що була потрібна для населення.

## Позиція і участь делегації УНР

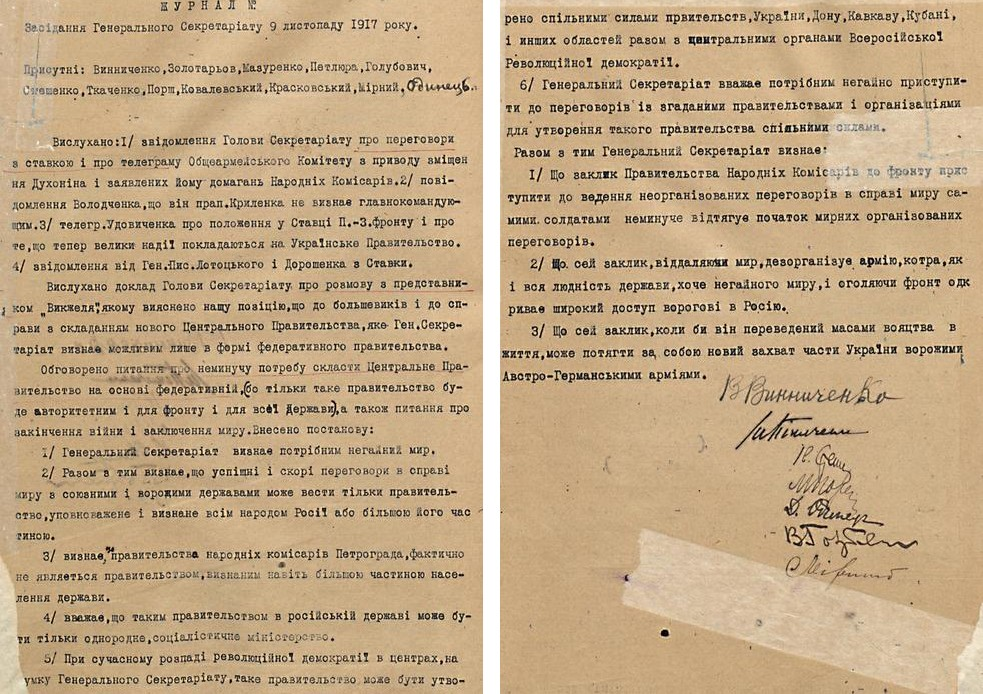
Витяг з протоколу засідання Генерального Секретаріату УЦР. 9 листопада 1917 р.

На нараді керівників провідних партій — есерів і соціал-демократів — було визначено делегацію Української Народної Республіки у складі прем'єр-міністра Всеволода Голубовича (голова), Миколи Левитського, Миколи Любинського, Михайла Полоза і Олександра Севрюка. 1 січня 1918 року делегація прибула у Брест-Литовськ і поставила питання про свою участь у переговорах, наполягаючи на самостійному статусі. Нарком закордонних справ РСФРР Лев Троцький мусив заявити, що російська більшовицька делегація визнає право націй на самовизначення і не вбачає перешкод для участі делегації УНР у переговорах як самостійної держави. Від імені Четверного союзу міністр закордонних справ Австро-Угорської імперії Оттокар Чернін заявив про визнання делегації УНР повноправним учасником переговорів. Формальне визнання УНР як самостійної держави союзники відкладали до моменту укладення мирного договору. Лев Троцький наполіг на перерві у переговорах до кінця січня 1918 року. Російська сторона повинна була визначити, як поставитися до тяжких умов миру, включаючи великі територіальні втрати, які висунули союзники. Крім того, затягуючи переговори, Раднарком бажав виграти час, щоб завершити захоплення більшої частини території України, включаючи її столицю Київ, що давало можливість замінити делегацію УЦР делегацією проголошеної наприкінці грудня 1917 року більшовицької України.

## Позиція і участь делегації більшовицької Росії
Ініціатива у мирних переговорах з Німецькою імперією та її союзниками належала більшовицькій Росії. 3 грудня 1917 року Раднарком РСФРР звернувся з відповідною пропозицією до Берліна, 15 грудня 1917 року обидві сторони уклали перемир'я, після чого в штабі німецьких військ у Брест-Литовську почалися мирні переговори. Лінія фронту проходила по території УНР, і Українська Центральна Рада мусила визначити своє ставлення до них. Лідери УЦР розуміли, що країни Четверного союзу програють війну. Приєднання до сепаратних переговорів перетворювало майбутніх переможців на ворогів будованої ними держави. Проте вибору у них не було: народ бажав миру.

## Хід переговорів

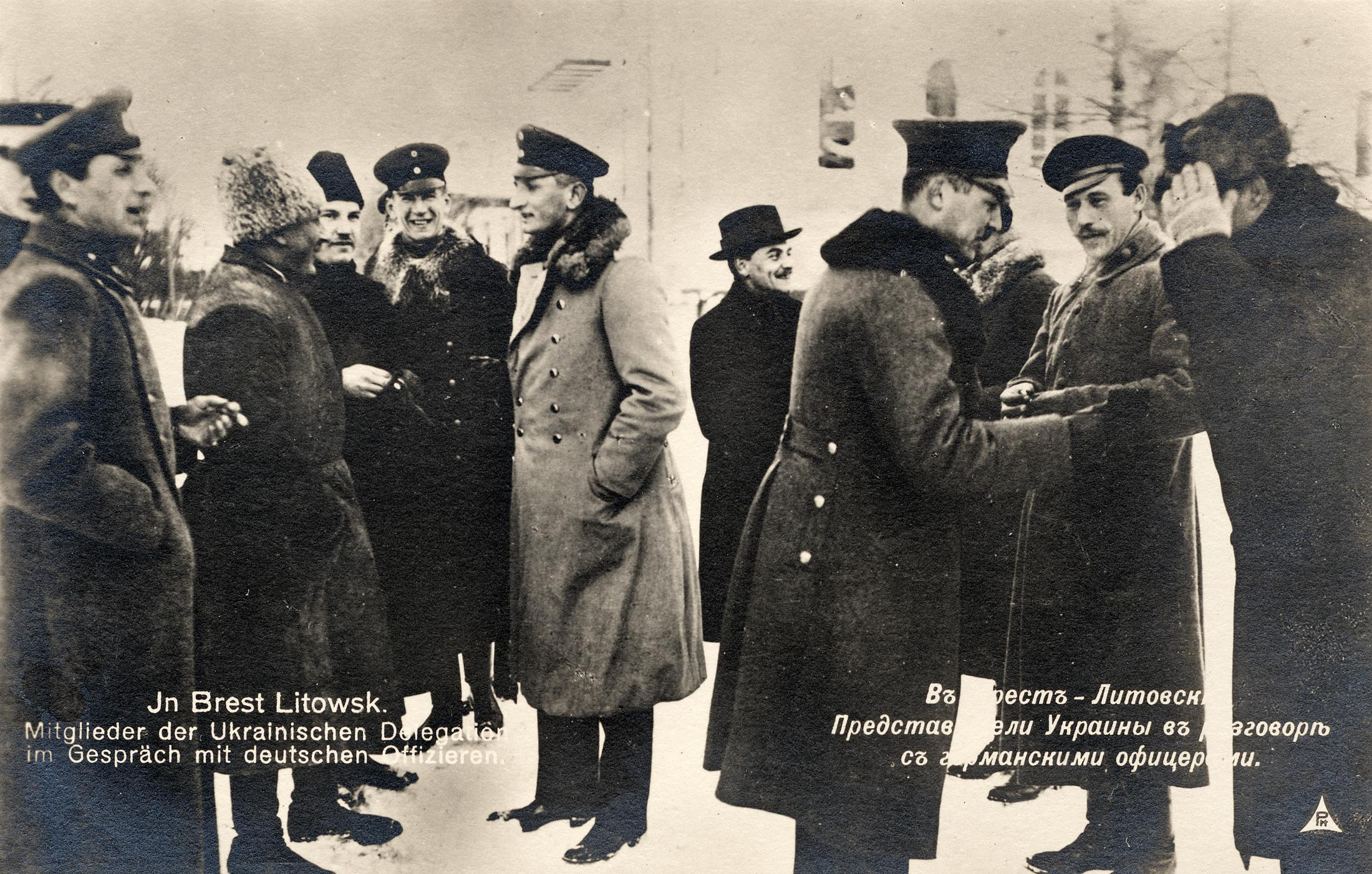
Делегація УНР на переговорах у Бересті

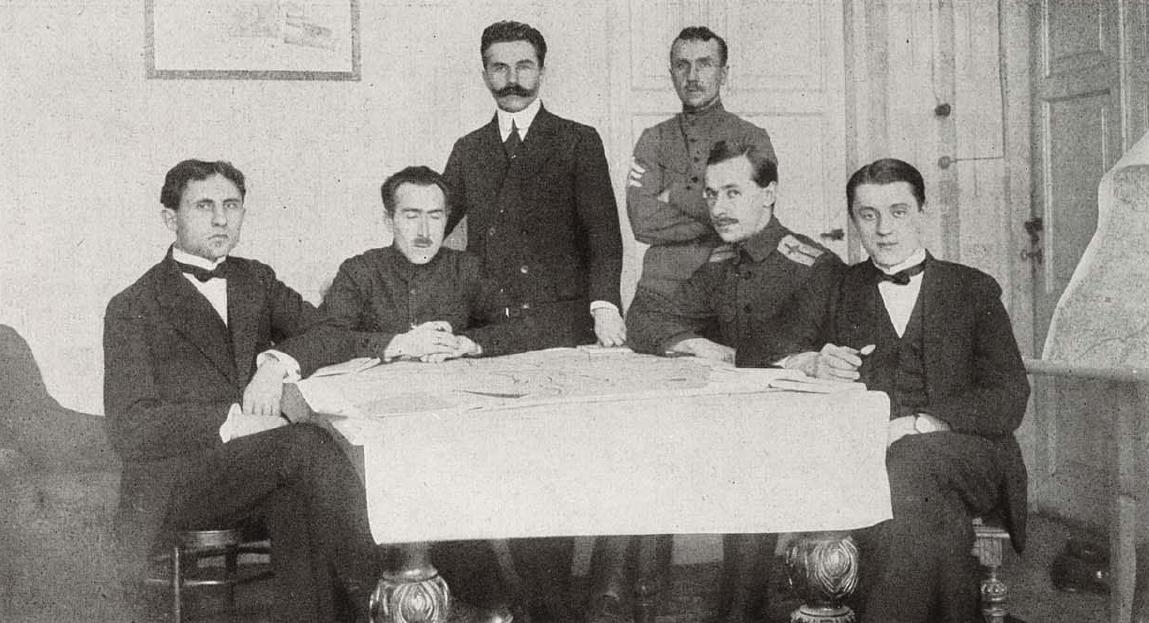
Українська делегація у Бересті. Зліва направо: Микола Любинський, Всеволод Голубович, Микола Левитський, Григорій Лисенко, Михайло Полоз, Олександр Севрюк

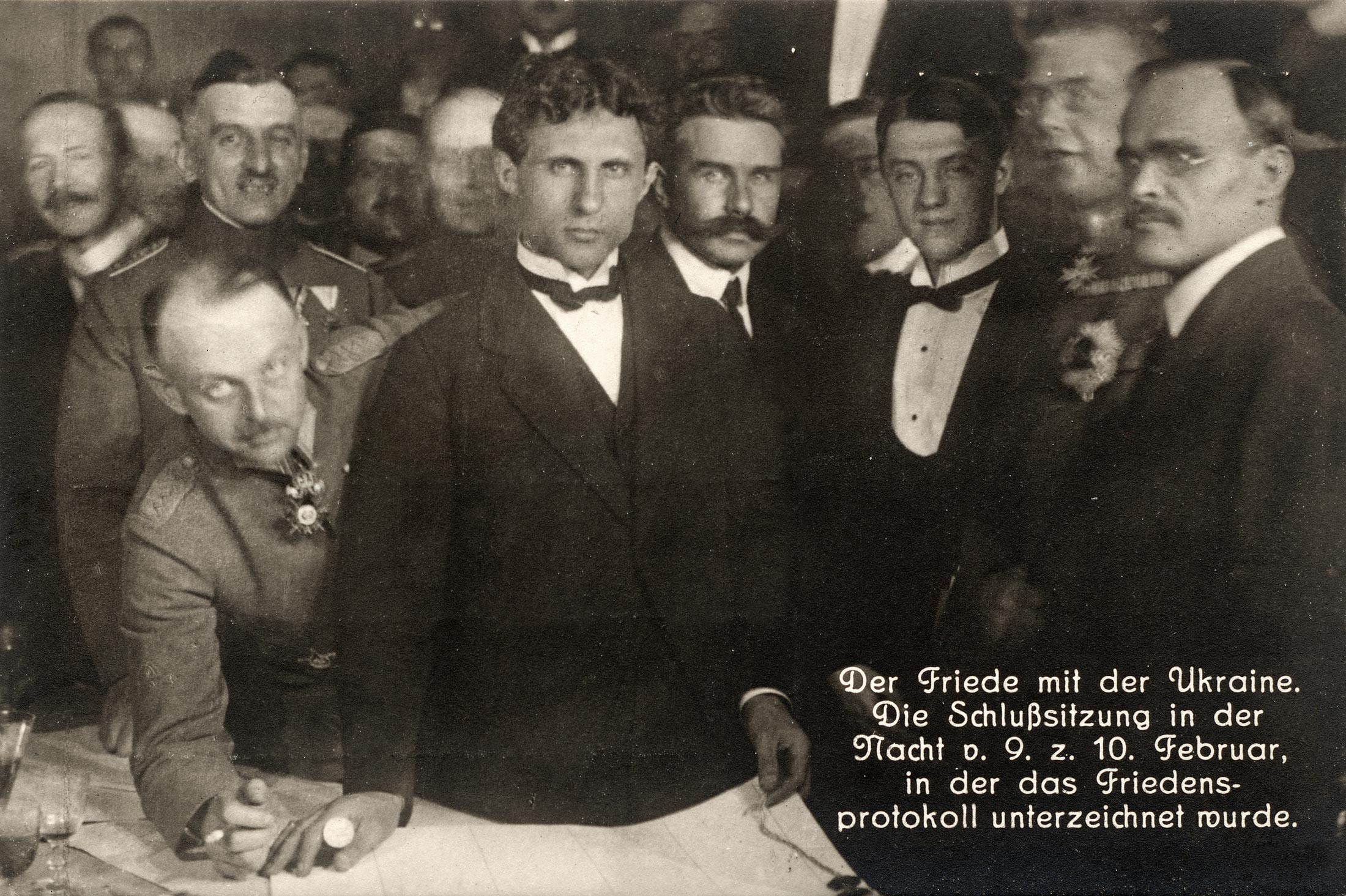
Підписанти Берестейського мирного договору: генерал Брінкманн, Микола Любинський, Микола Левитський, Олександр Севрюк, Макс Гофман, Сергій Остапенко

Після прийняття ІІ Всеросійським з'їздом Рад 10 листопада 1917 року «Декрету про мир» більшовицький уряд звернувся до країн Антанти із заявою, що треба розглядати як офіційну пропозицію негайного перемир'я і відкриття мирних переговорів. Оскільки на цю заяву жодна із сторін не дала конкретної відповіді, Раднаркому стало зрозуміло, що «мир не можна укласти тільки згори. Миру треба добиватися знизу». 9 листопада 1917 року більшовицький Раднарком звернувся до армії і флоту з радіограмою із закликом через голову командування взяти в свої руки ведення переговорів. До початку переговорів більшовицькі ревкоми за підтримки революційних солдатів уклали перемир'я на всіх фронтах. В таких умовах солдати українізованих частин почали відкрито ставити питання перед Центральною Радою про припинення війни і вимагати від неї негайного укладення перемир'я.
Оскільки Центральна Рада орієнтувалася на Антанту, то постало питання про зміну зовнішньополітичного курсу. Збереження союзу з Антантою для неї було неможливим з двох причин. По-перше, союз означав продовження війни, а солдати українських частин категорично від цього відмовлялися. По-друге, УНР була відділена від країн Антанти фронтом, тому не могла одержувати дієвої підтримки від них. 24 грудня 1917 року Генеральний Секретаріат звернувся до нейтральних держав та держав, які воюють, із нотою, в якій повідомляв, що УНР вступає у зносини з іншими країнами як самостійна держава і бажає відрядити своїх представників на переговори до Берестя. 26 грудня на адресу Генерального Секретаріату надійшла відповідь від країн австро-угорсько-німецького блоку. В ній говорилося, що вони «…готові повітати уповноважених представників Української Народної Республіки і участю в мирних переговорах в Брест-Литовську». Це означало формальне визнання з боку цих держав УНР та Генерального Секретаріату як її уряду.
15 грудня 1917 року розпочалася VIII сесія Центральної Ради. Після бурхливих дебатів було вирішено відрядити до Берестя свою делегацію. Очолив її Всеволод Голубович. Це була перша делегація Центральної Ради, яка безпосередньо ще не вела переговорів про підписання миру, а проводила лише дипломатичний зондаж. Переговори мали розпочатися 4 січня 1918 року. Проте Лев Троцький, який очолював делегацію Раднаркому, поставив питання про перенесення переговорів у Стокгольм. Це було не випадково, оскільки не маючи наміру підписувати мир, вважав Брест замалою трибуною для пропаганди своїх ідей.
Все ж 9 січня 1918 року переговори розпочалися. На пленарному засіданні 10 січня постало питання про правомочність делегації Центральної Ради: чи вважати її окремою, чи секцією російської делегації. Л. Троцький сказав: «Російська делегація заявляє зі свого боку, що вона в цілковитій згоді з принципом визнання права кожної нації на самовизначення аж до цілковитого відокремлення, не бачить жодної перешкоди до участі українських делегатів у мирних переговорах». Таку ж заяву зробили і представники австро-німецького блоку. В цих умовах позиція Л. Троцького не могла перешкодити підписанню мирного договору. Він виходив із офіційної політики Раднаркому про визнання права кожної нації на самовизначення. УНР була визнана як Раднаркомом, так і країнами Антанти й австро-німецького блоку.
Тим часом переговори просувалися швидко. Як відомо, австро-угорсько-німецький блок поставив перед делегацією Радянської Росії ультиматум. Треба було підписувати мир. Лев Троцький, відповідно до вказівки Володимира Леніна, запропонував у переговорах перерву з 18 по 29 січня 1918 року з тим, щоб делегація могла провести консультації зі своїм урядом. В цьому була зацікавлена і делегація Центральної Ради, оскільки їй потрібно було отримати формальну правомочність для підписання миру як представникові незалежної держави. Вона була одержана 22 січня 1918 року відповідно до IV Універсалу, який проголошував самостійність УНР.
Після відновлення переговорів 1 лютого 1918 року Лев Троцький заявив, що в складі російської делегації перебувають представники українського більшовицького уряду, утвореного в Харкові Центрального Виконавчого Комітету Рад України, Юхим Медведєв і Василь Шахрай. Він повідомив, що більша частина України контролюється цим урядом, а тому мирний договір, укладений з представниками УЦР, не можна розглядати як мир з УНР. У відповідь виконувач обов'язків голови делегації УНР Олександр Севрюк ознайомив присутніх із текстом IV Універсалу УЦР (див. Універсали Української Центральної Ради) і зажадав формального визнання УНР цілком самостійною, ні від кого не залежною державою.
Оттокар Чернін від імені Четверного союзу заявив, що є всі підстави визнати УНР суверенною державою, яка може самостійно укладати міжнародні договори. У Німецькій імперії й Австро-Угорській імперії продовольча проблема була дуже гострою і договір з Україною міг певною мірою поліпшити становище. Заради укладення миру з УНР обидві держави давали згоду на передання їй Холмщини з Підляшшям і на виділення західноукраїнських земель у складі Австро-Угорської імперії в окремий коронний край. На відміну від укладеного пізніше (3 березня 1918 року) мирного договору з більшовицькою Росією, договір між Україною і Четверним союзом не містив у собі пунктів, принизливих або тяжких для УНР. Сторони відмовлялися від взаємних претензій на відшкодування збитків, спричинених війною, обмінювалися військовополоненими і зобов'язувалися відновити взаємні економічні відносини. Зобов'язання УНР були цілком конкретні: за першу половину 1918 року поставити Німецькій імперії та Австро-Угорській імперії 60 млн пудів хліба, 2 750 тис. пудів м'яса (живою вагою),  3 млн. пудів цукру, 37,5 млн. пудів залізної руди, спеціальні сорти дерева з розрахунку 300 вагонів на місяць, мідь, олово, цинк, бавовну, вовну, льон тощо. Водночас Німеччина та Австро-Угорщина мали відправити в Україну вугілля, нафтопродукти, сільськогосподарські машини, устаткування, фармацевтичні та хімічні препарати. Німеччина, зокрема, зобов’язувалася відправити в Україну 28.230.750 пудів вугілля на станції Барановичі, Голоби, Волочиськ, Броди, Одеса. Товарообмін відбувався через державні установи. Передбачалося встановлення твердого обмінного курсу української валюти до німецької марки та австрійської крони.
З метою налагодження товарообміну 15 травня 1918 Українська Держава та Центральні країни підписали фінансову угоду, за якою Україна надавала Німеччині та Австро-Угорщині позику в сумі 400 млн. українських карбованців; у перерахунку на їх валюти вони депоновалися в державних банках Берліна, Відня та Будапешта. Надалі, після встановлення влади Директорії УНР, Німеччина відмовилася від узятих на себе за гетьманату фінансових зобов’язань щодо повернення позики, мотивуючи це відсутністю в Україні єдиного державного керівництва та існування в ній одразу кількох національних урядів. Питання українських активів було вирішено з підписанням Рапалльського договору 1922 і поширенням його дії зокрема на Україну, де було зафіксовано відмову сторін від взаємних фінансових претензій. 
Із закінченням дії Економічного договору 10 вересня 1918 у Києві була підписана Господарська угода між Українською Державою, Німеччиною та Австро-Угорщиною терміном до 30 червня 1919. У ній визначались обсяги поставок українського збіжжя і сировини до Центральних держав. Останні мали вивезти із України 75 млн. пудів хліба, 11 млн. пудів живої ваги худоби, 300 тис. голів овець, 1 млн. голів птиці, 400 тис. пудів сала, 9 млн. пудів цукру, інші сільськогосподарські продукти, а також деревину, марганцеву й залізну руду тощо. Своєю чергою Центральні країни зобов’язалися поставляти в Україну щомісяця 9 млн. пудів вугілля, по 5 тис. тонн нафти і нафтопродуктів, задовольнити потребу її в сільськогосподарських машинах і техніці, устаткуванні для цукрової, гірничої, вугільної, металургійної промисловості. 
Угода передбачала відновлення режиму вільної торгівлі на внутрішньому українському ринку, відмову України від застосування експортних мит, запровадження твердих цін на всі види продукції товарообміну, вільний транзит через Україну та контроль Центральних країн над експортом українського збіжжя та сировини до Росії і нейтральних країн. Обумовлювалось, що до проведення в Україні валютної реформи всі поставки покриватимуться в російських рублях. Німеччина зобов’язувалася надати Україні кредит у розмірі 1 млрд. німецьких марок для відбудови народного господарства. 
Вереснева угода була більш збалансованою за попередню, хоча на Україну, як і у першому економічному договорі, покладалися більші зобов’язання, аніж на Центральні держави.
За умовами договору, укладеного державами Четверного союзу із РСФРР 3 березня 1918 року (стаття VI), Російська Федеративна Радянська Республіка зобов'язувалася 
| ... негайно укласти мир з Українською Народною Республікою і визнати мирний договір між цією державою і державами Четверного союзу. Територія України негайно очищається від російських військ і російської Червоної гвардії. Росія припиняє всяку агітацію чи пропаганду проти уряду або громадських установ Української Народної Республіки[8]. Оригінальний текст (рос.) …немедленно заключить мир с Украинской Народной Республикой и признать мирный договор между этим государством и державами Черверного союза. Территория Украины незамедлительно очищается от русских войск и русской Красной гвардии. Россия прекращает всякую агитацию или пропаганду против правительства или общественных учреждений Украинской Народной Республики. |

## Передумови участі делегації УЦР

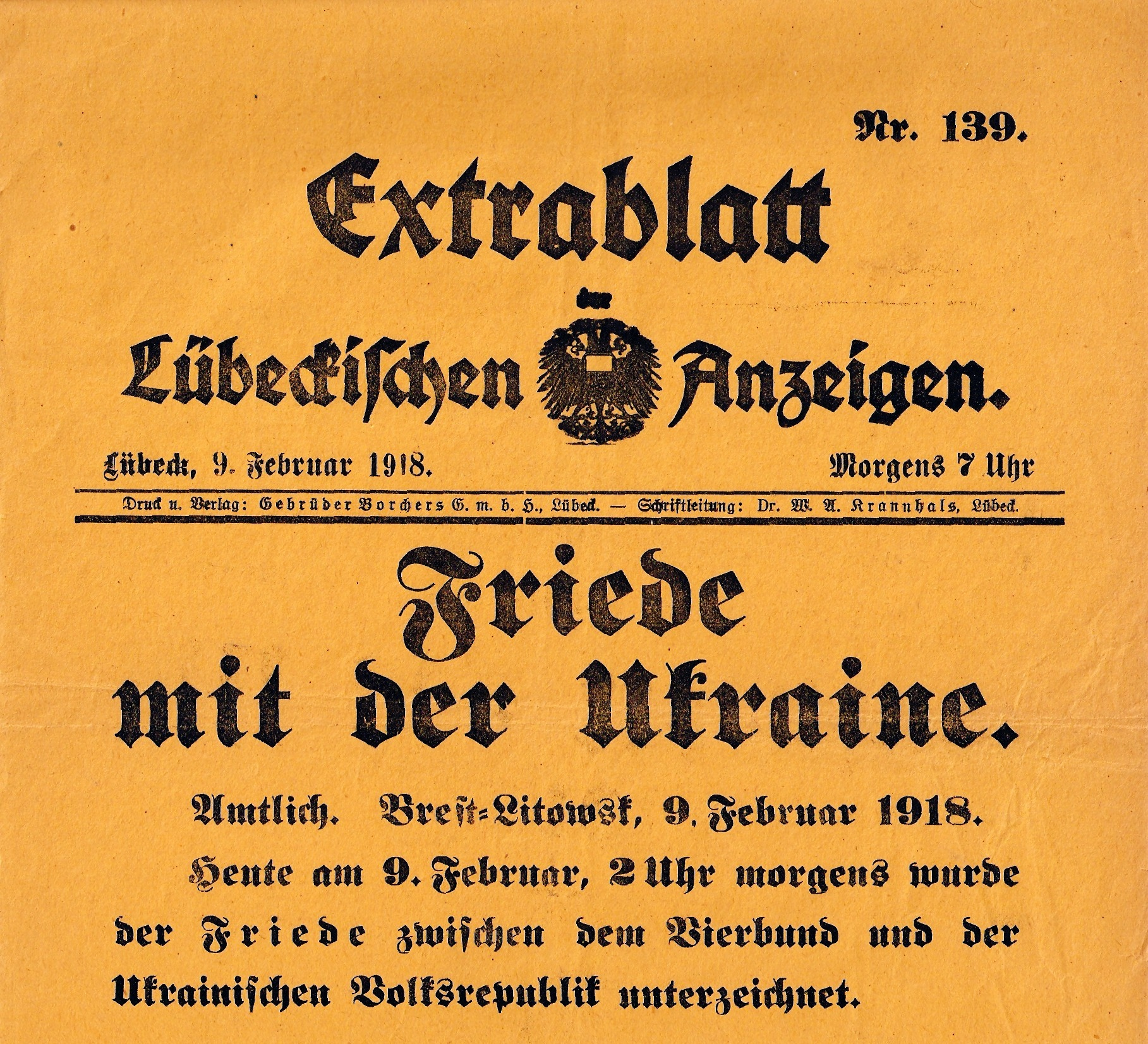
Мир з Україною (Friede mit der Ukraine), Спеціальний диспетчерський, 9 лютого 1918 року

Укласти Брест-Литовський мирний договір, який врятував молоду українську державність, дозволила затримка російсько-більшовицьких нападників у бою під Крутами. Внаслідок того бою агресори нападники втратили боєздатність на чотири дні.

## Наслідки

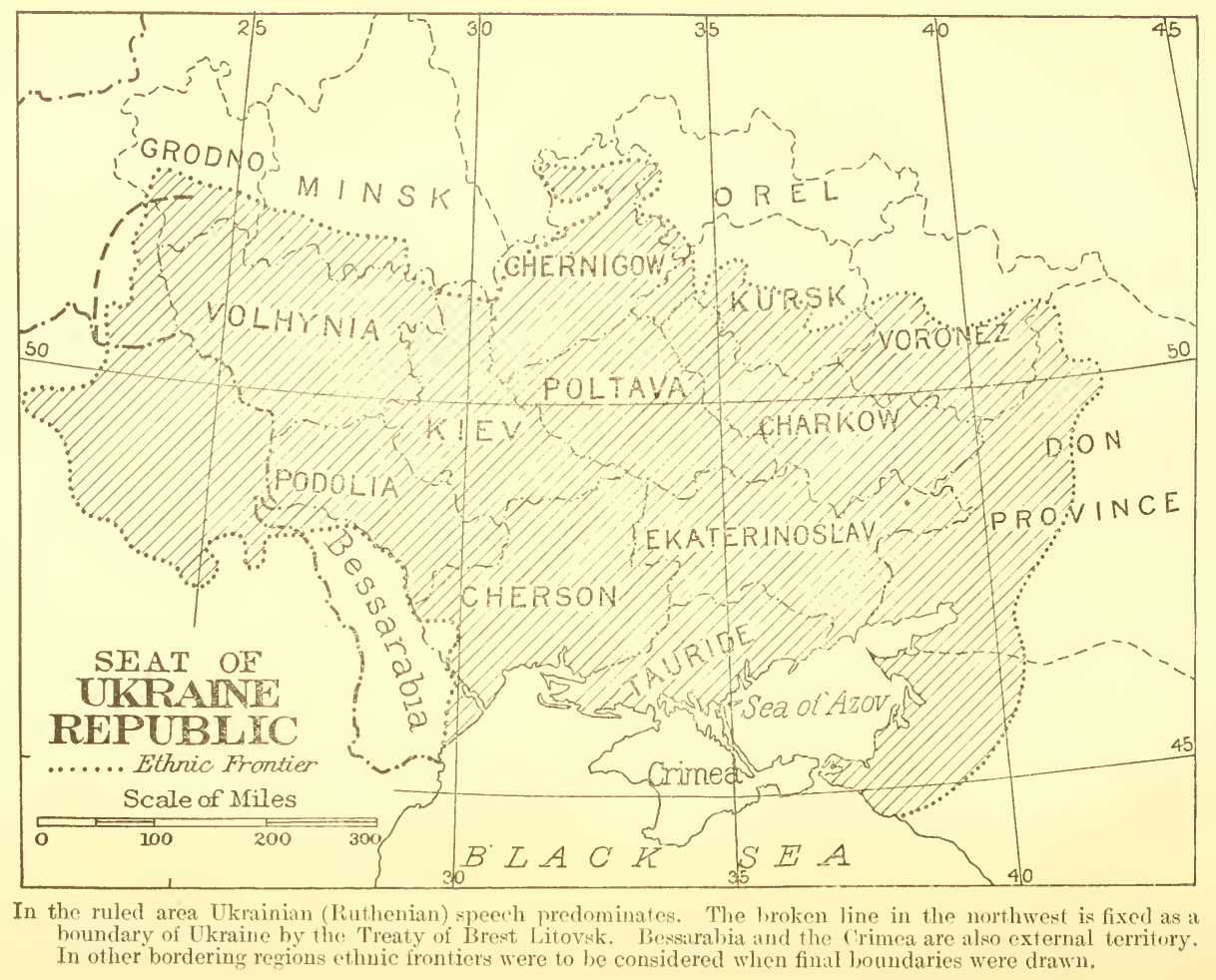
Американська мапа України за Берестейським миром із зображенням етнічних меж українців, 1918 рік.

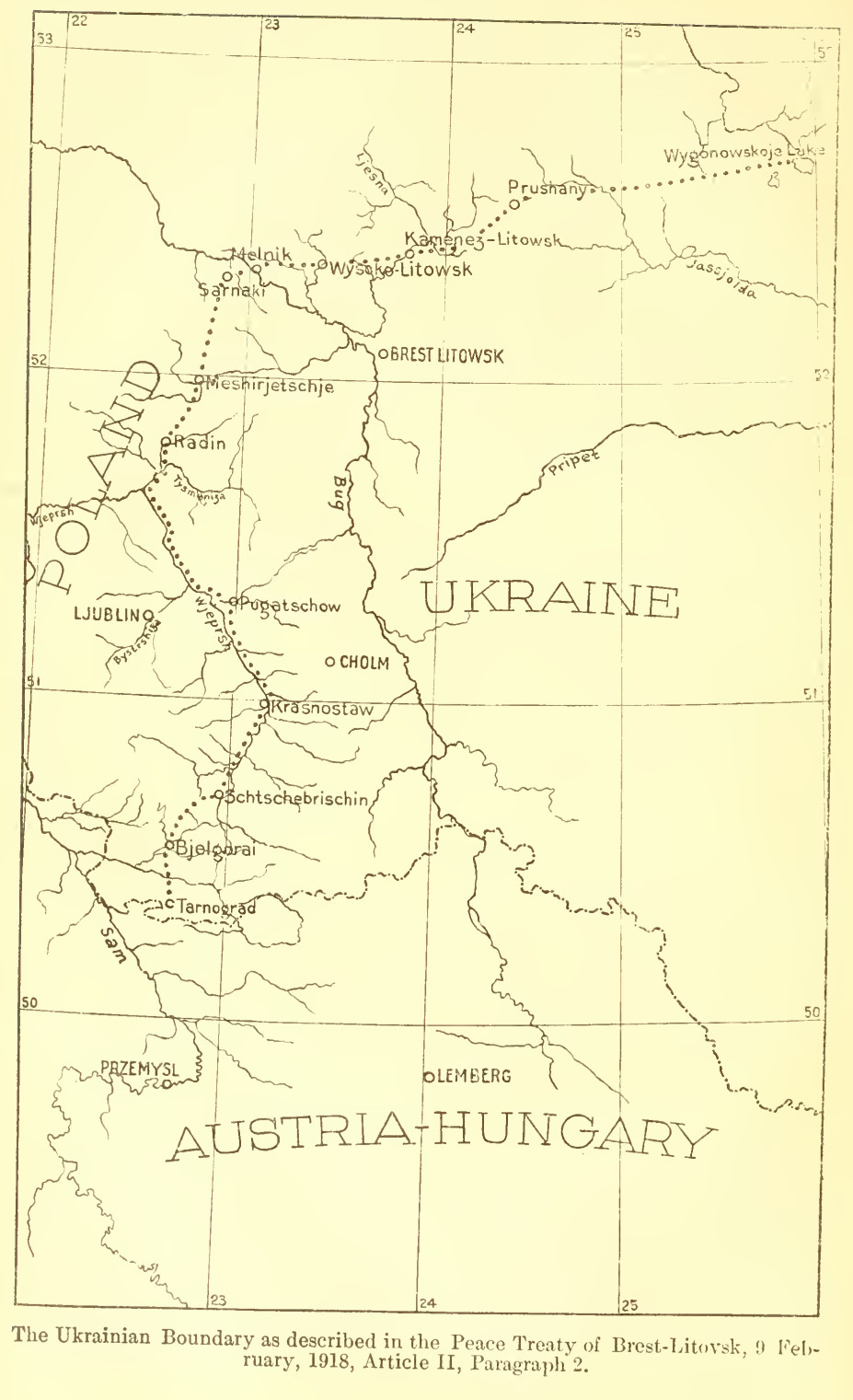
Північно-західні кордони України за Берестейським миром.

Мирний договір проголошував припинення війни між австро-угорсько-німецьким блоком та УНР, встановлювалися кордони 1914 року. Пункт третій договору передбачав звільнення окупованих територій відразу ж після ратифікації мирного договору. Сторони взаємно відмовлялися відсилати контрибуції. У сьомому пункті договору врегульовувалися економічні відносини між обома сторонами. До 31 липня 1918 року вони зобов'язувалися укласти торговельний договір про взаємне постачання надлишків промислової продукції. Загалом, якщо зіставити становище Центральної Ради і умови договору, укладеного нею, то вони були вигідними. Свідченням цього було і те, що уряд Радянської України висловив готовність також підписати його. Договір мав таємний протокол. Скориставшись важким становищем Австро-Угорської імперії і її суперечностями з Німецькою імперією щодо польського питання, делегація Центральної Ради домоглася включення до території УНР Холмщини і Підляшшя, де проживало українське населення. Таємним протоколом передбачалося приєднання української частини Східної Галичини до Буковини і створення так званого Коронного краю, який мав би автономію у складі Австро-Угорщини.

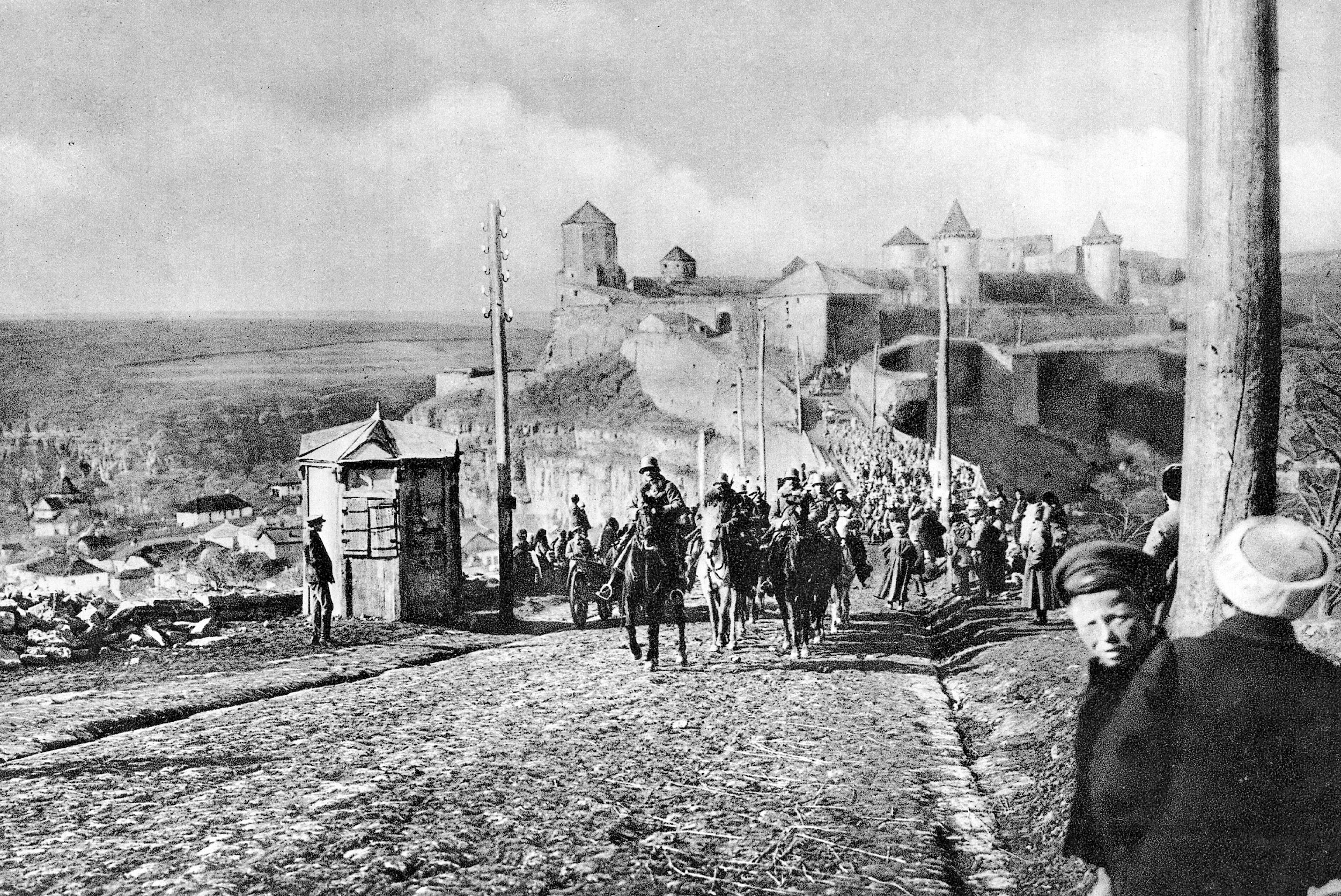
Австро-угорські війська входять до Кам'янця-Подільського після підписання Берестейського договору

Договір від 9 лютого 1918 року врятував УНР від поглинення більшовицькою Росією. 1 березня більшовицькі війська змушені були залишити столицю УНР. Через тиждень до міста прибув уряд Центральної Ради. Більшовицьку владу було повалено.
Центральна Рада готувалася до скликання Установчих зборів, які мали підтвердити її реформи, зокрема й соціалізацію землі. Австро-угорсько-німецькі війська почали втручатися у внутрішні справи УНР. Головнокомандувач німецьких військ в УНР Ейгорн попередив селян, щоб вони не перешкоджали поміщикам у засіві ланів. Це викликало гостру реакцію не лише селян, а й Центральної Ради. Конфлікт не дістав розвитку, але окупаційна влада остаточно дійшла думки здійснити державний переворот, який мав очолити колишній царський генерал Павло Скоропадський.
29 квітня Центральна Рада зібралась на своє чергове засідання (яке виявилось останнім), щоб ухвалити Конституцію УНР. У Конституції наголошувалось, що вся влада належить народу. Було закріплено різні демократичні свободи, зокрема й свободу слова, страйків, демонстрацій. Кожній національній меншині було надано право на національно-персональну автономію. Однак неспроможність УЦР виконувати в повному обсязі господарські статті договору призвели до наростання суперечностей між УЦР і австро-угорсько-німецьким командуванням в Україні, а відтак до падіння демократичної УНР і появи гетьманського уряду Павла Скоропадського.
Офіційно в руках гетьмана була зосереджена вся повнота державної влади: внутрішня і зовнішня політика, армія і поліція, освіта і культура, суд. Проте реально влада гетьмана відчувала величезну залежність від підтримки німецьких військ. Насамперед гетьман зайнявся організацією дієздатного адміністративного апарату, який зміг би навести елементарний лад у суспільстві. Головою нового кабінету міністрів був призначений Федір Лизогуб (син одного з найближчих друзів Т. Шевченка), міністром закордонних справ — Дмитро Дорошенко (відомий український історик). Новий уряд відразу ж активно включився до процесу державного будівництва.
В німецькому архіві зберігся запис моменту підписання мирного договору.

## Ратифікація
На підставі ухвали Ради Міністрів Української Держави Гетьман Всієї України Павло Скоропадський 12 червня 1918 року ухвалив «мировий договір затвердити, ратифікувати і виконувати твердо і непохитно нині і на будучі часи, а Раді Міністрів Української Держави наказати перевести обмін ратифікаційних актів…».
Обмін ратифікаційними грамотами у справі мирового договору та додаткового договору до мирового договору відбувся між Надзвичайним послом і уповноваженим Міністром Української Народної Республіки Вячеславом Ліпінським та Цісарським Німецьким виконувачем обов'язки посла Принцом Вільгельмом Штольберг-Верніґероде 24 липня 1918 року у німецькому посольстві у Відні.

## Таємний протокол
8 лютого делегаціями було підписано Таємний протокол. Згідно з ним Австро-Угорщина, як одна з держав Почвірного союзу була зобов’язана втілити в життя домовленості щодо створення українського коронного краю у Східній Галичині та Північній Буковині, а також передати УНР частину Холмщини, яка на той час перебувала під окупацією її військ.